# Герб Олівейри-ду-Байрру
Ге́рб Оліве́йри-ду-Ба́йрру — офіційний символ міста Олівейра-ду-Байрру, Португалія. Використовується як територіальний герб. У пурпурному щиті зелене оливкове дерево із золотими плодами. Обабіч нього срібний півмісяць праворуч, рогами до центру, і золота п'ятипроменева зірка ліворуч. Щит увінчує срібна мурована міська корона з п'ятьма вежами.  Під щитом біла стрічка, на якій великими літерами напис португальською: «Oliveira do Bairro» (Олівейра-ду-Байрру).  Офіційно затверджений 13 квітня 2004 року. Створений на основі попереднього містечкового герба, ухваленого 12 грудня 1986 року. 

## Галерея

Прапор